# Corfebol

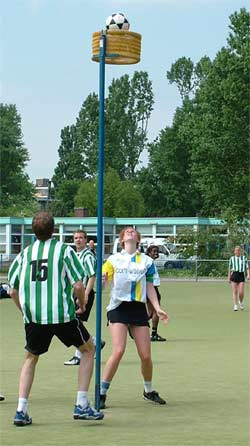
Uma partida de Corfebol nos Países Baixos entre 'Trekvogels' e 'OZC'

Corfebol  é um desporto coletivo obrigatoriamente misto, de contato físico controlado, praticado principalmente na Europa, tendo sido inventado na Holanda e que vem em franca expansão pelo mundo.

## História
O desporto obteve uma boa aceitação e expansão logo a sua apresentação, e em 1903 constitui-se a "Associação Holandesa de Corfebol". Nos anos seguintes a atividade desenvolveu-se essencialmente na Holanda praticada pelos mais jovens, e está a aumentar sua popularidade e o número de praticantes, sendo atualmente cerca de 100 mil praticantes somente na Holanda.
Em 1920, foi apresentada como modalidade de demonstração nos Jogos Olímpicos. Naquela época a Bélgica inicia a sua prática e devido à sua proximidade geográfica com a Holanda, se desenvolveu rapidamente, levando à criação de uma "Associação Nacional" no ano de 1921. Oito anos após, foi novamente modalidade de demonstração nos Jogos Olímpicos de Amsterdão, em 1928.
Em 1933 a modalidade sofre um novo impulso com a criação da IKF. Após a Segunda Guerra Mundial, inicia-se o processo de divulgação a nível mundial, começando pelo Reino Unido, Dinamarca, Alemanha, Espanha, Estados Unidos e por último a Austrália. O número de países praticantes tem vindo a aumentar progressivamente. Atualmente estão presentes os países lusófonos que praticam a Corfebol que são Portugal e Brasil respectivamente.
A modalidade surgiu na Holanda em 1902 e foi inventada pelo professor, Nico Broekhuvesen. O holandês inspirou-se num jogo chamado Ringball, que conheceu na Suécia durante um curso de verão. Depois de alguns ajustes, Nico adaptou a modalidade e designou-a como Corfebol, que em Português significa "bola ao cesto". Naquela altura, a Associação de Educação Física de Amesterdão procurava um jogo que pudesse ser praticado por crianças, jovens e adultos de ambos os sexos, com o objectivo de mantê-los sadiamente ocupados, já que no início do século não era comum mulheres praticarem desporto. Seja um desporto ou simplesmente uma recreação, o Korfball conseguiu revolucionar sua época, início do Século XX, um cunho social relevante ao colocar a mulher nas mesmas condições que o homem.
O professor Nico começou a introduzir a modalidade nas escolas primárias holandesas, com o intuito de manter as crianças ocupadas e afastadas de problemas que se referem à delinquência juvenil. Visto que naquela época, a Holanda ainda vivia os efeitos da Revolução Industrial, que obrigava os pais dos alunos a trabalharem geralmente 12 horas por dia. Com isso, as crianças ficavam grande parte do tempo sozinhas.
Broekhunsen aproveitou a quantidade de alunos, e constituiu equipes com 12 pessoas, sendo seis meninos e seis meninas, ou seja, a partida era constituída por 24 jogadores (12 de cada lado), o que era extremamente vantajoso em turmas muito grandes com cerca de 40 a 50 alunos. Um dos factores que ajudaram na implantação inicial, foram as condições territoriais holandesas, que tinham extensos espaços livres, permitindo que várias partidas fossem executadas ao mesmo tempo.
Apesar de diferente, a modalidade teve uma boa aceitação e começou a se expandir e a se popularizar pelo resto do país e em territórios coloniais holandeses, como a Indonésia, Suriname e as Antilhas holandesas. Apesar de ter sido inventado em 1902, a modalidade só foi registada no ano seguinte com a criação da Associação Holandesa de Corfebol. 
Aos poucos, o número de praticantes foi aumentando, principalmente entre crianças e jovens que tinham no desporto uma referência de integração e cooperação. Ao longo dos anos o Corfebol foi conquistando as pessoas, tanto que hoje, o Corfebol tem atualmente cerca de 200 mil praticantes na em todo o mundo, segundo dados da confederação holandesa de Corfebol. O Corfebol levou um certo tempo para se expandir em suas fronteiras, e só em 1920, o desporto foi apresentado como modalidade de demonstração nos Jogos Olímpicos de Antuérpia, na Bélgica. Neste mesmo ano, a Bélgica que devido à proximidade geográfica com a Holanda, desenvolveu a modalidade, e, em 1921, criou a Associação Nacional Belga. Hoje as duas equipes nacionais praticamente comandam o mundo do Corfebol, que por serem as primeiras à praticarem, acabaram se tornando os países que detém o maior número de títulos dos campeonatos mundiais disputados até os dias de hoje. 
Em 1928, o desporto foi novamente apresentado como modalidade de demonstração nos Jogos Olímpicos de Amsterdão, na Holanda. Depois de duas participações em Olimpíadas, o desporto sofreu um novo impulso com a criação da I. K. F. (International Korfball Federation -Federação Internacional de Corfebol), em 1933. A intenção inicial da Federação era difundir e investir na expansão internacional do Korfball, o quanto antes. Somente após a Segunda Grande Guerra Mundial, é que a situação do desporto começou a mudar, pois até então,as atividades eram realizadas esporadicamente por falta de recursos.
O desporto se desenvolvia na Holanda e Bélgica, por meio de iniciativas próprias e algumas contribuições voluntárias. Aproveitando a grande aceitação por parte dos holandeses e belgas, algumas equipes foram criadas, mas com a falta de patrocínio, ficava difícil conseguir recursos para formação de torneios e gastos, que os mesmos consequentemente teriam.
Só em 1946, pode-se considerar que foi iniciado o processo de divulgação em nível mundial, que começou pela Grã-Bretanha, Dinamarca, Alemanha, Espanha, e em alguns países da Ásia. E até hoje, o número de países vêm aumentando e consequentemente aderindo à I. K. F, que actualmente têm 43 países filiados. 
Num primeiro momento, esses países foram ajudados pela Holanda e Bélgica, que liberavam recursos para promover o desporto em países vizinhos, resultando assim no aumento acentuado do número de atividades internacionais. A cada país filiado representa uma vitória para I. K. F. O primeiro torneio internacional promovido pela Federação internacional de Korfball, foi disputado em 1963, pela Holanda, Bélgica e Seleções Nacionais Britânicas. Este campeonato continuou sendo disputado anualmente até 1974, quando a República Federal da Alemanha enviou sua seleção para participar do evento. Aos poucos, outros países começaram a disputá-lo. E como a quantidade de países aumentou consideravelmente, foi criado um Campeonato Europeu, que se mantém até hoje, e é disputado de quatro em quatro anos.

## Regras
As equipes de corfebol são constituídas por 8 elementos: 4 homens (2 à defesa e 2 ao ataque) e 4 mulheres (2 à defesa e 2 ao ataque).
Desde sua criação essa modalidade sofreu várias mudanças de regras, entre elas as vigentes são: Os jogos duram 50 minutos, divididos em duas partes, cada uma de 25 minutos; Os jogos internacionais têm dois árbitros em campo e um de reserva; O campo é retangular e mede 40 metros de comprimento e 20 metros de largura; O início e o reinício do jogo são feitos no meio-campo; Cada cesta vale um ponto; É proibido tocar intencionalmente na bola com a perna, com o pé ou com o joelho; bater ou tirar a bola das mãos do adversário ou de um companheiro; progredir em campo com a bola na mão ou em drible; lançar de uma posição defendida - posição em que o defesa se encontre entre o atacante e o cesto, virado para o atacante, à distância de um braço e com intenção de bloquear a bola.

## Corfebol em Portugal
Em Portugal o Corfebol surgiu em 1982 e atualmente tem cerca de duzentos atletas federados. O primeiro contacto com o desporto provém maioritariamente das aulas de Educação Física leccionadas por todo o país. 
Em termos geográficos, o Corfebol em Portugal resume-se à grande Lisboa, no entanto existem diversas iniciativas para expandir o Corfebol para todo o país e espera-se a criação de clubes em outros pontos do país, como já existiram em tempos.
Em 2012 existiu também o torneio nacional universitário de corfebol realizado em Guimarães, que contou com a presença de 4 equipas, a Associação Acadêmica da universidade do Minho, o Instituto Politécnico do Porto, a Universidade Nova de Lisboa e a Associação de Estudantes do Instituto Superior Técnico.

### Clubes existentes em Portugal
- Clube de Carnaxide Cultura e Desporto (CCCD)
- Centro Cultural e Recreativo do Alto do Moinho (CCRAM)
- Clube Desportivo Pedro Alexandrino (CDPA)
- Centro Recreativo e Cultural da Quinta dos Lombos (CRCQL)
- Grupo Desportivo dos Bons Dias (GDBD)
- Clube Korfball de Lisboa  (KLx)
- Núcleo de Corfebol de Benfica (NCB)
- Núcleo de Corfebol de Chaves (NCC)
- Núcleo de Corfebol da Nova (NOVA)
- Clube de Corfebol de Oeiras (CCO)
- Clube Desportivo Maristas de Carcavelos (CDMC)

### Competições oficiais existentes
- Corfebol Liga (1ª Divisão)
- Campeonato Nacional 2ª Divisão
- Campeonato Nacional 3ª Divisão
- Taça de Portugal
- Infantis/Iniciados
- Juvenis
- Juniores
- Supertaça Mário Godinho

#### CorfLiga
Em 2017/2018 a Corfebol Liga é constituída por 8 equipas:
- CCCD
- CCRAM
- CDPA
- CIF
- CRCQL
- GDBD
- KLxP
- NCB

A 2ª Divisão é constituida por 6 equipas:
- CCCD B
- CCRAM B
- CIF B
- GDBD B
- KLxP B
- NCB B

A 3ª divisão é constituída por 6 equipas:
- CCCD C
- CCRAM C
- GDBD C
- GDBD D
- KLxP C
- NCB C

### Campeões

#### 2011/2012
- Supertaça, Taça de Portugal e CorfLiga: NCB
- 2ª Divisão: NSC B
- Campeonato Regional de Lisboa: Cascc B
- Torneio Nacional Universitário: Associação de Estudantes do Instituto Superior Técnico

#### 2012/2013
- Supertaça: NCB
- Campeonato Nacional Universitário: Associação de Estudantes do Instituto Superior Técnico

#### 2016/2017
- Corfebol Liga: NCB
- 2ª Divisão: NCB B
- 3ª Divisão GDBD C
- Taça de Portugal: NCB

## Corfebol no Brasil
Na década de 80 um grupo de professores de educação física, formados pela Universidade Gama Filho, viaja à Holanda para comemorar a formatura, e lá descobrem o corfebol. Gostando da popularidade do desporto, a participação de mulheres nas mesmas equipes e em igualdade de condições com os homens e a semelhança como basquete, resolvem divulgá-lo no Brasil.
Inicialmente foram formadas equipes no Colégio Anglo-Americano (Botafogo) e no Clube da Light (Grajaú). Realizaram-se muitas demonstrações com a equipe brasileira em universidades. Extraordinário sucesso ocorreu em Curitiba (PR), no Primeiro Congresso Brasileiro e Panamericano de Esporte Para Todos. O trabalho de divulgação não foi levado adiante por esse grupo de professores por falta de apoio e patrocínio.